# Gerterode (Ludwigsau)
Gerterode ist ein Ortsteil der Gemeinde Ludwigsau im nordhessischen Landkreis Hersfeld-Rotenburg im östlichen Teil des Knülls.

## Geographische Lage
Der Ort liegt von Wald umgeben im Rohrbachtal. Durch den Ort verläuft die Landesstraße 3254.
In den vergangenen Jahrhunderten betrieben die Einwohner neben der Land- und Forstwirtschaft die Handwerke Korbmacher und Besenbinder. Deshalb nannte man das Gebiet auch Besengrund.

## Geschichte
Das Gericht „in der Rohrbach“ (später Gericht Ludwigseck) bestand 1538 aus den Dörfern Beenhausen, Gerterode, Heierode, Rohrbach, Ober- und Niederthalhausen sowie Tann. Teilweise werden auch Ersrode, Trunsbach und die Wüstung Schöpbach dazugezählt. Die Gerichtsstätte befand sich im Dorf Tann. Das Gericht gehörte ab 1579 zum Amt Rotenburg, welches von 1627 bis 1835 Teil der Rotenburger Quart war.
Zum 31. Dezember 1971 wurde bis dahin selbständige Gemeinde Gerterode im Zuge der Gebietsreform in Hessen auf freiwilliger Basis in die neue Gemeinde Ludwigsau eingegliedert. Für alle ehemals eigenständigen Gemeinden von Ludwigsau wurde je ein Ortsbezirk mit Ortsbeirat und Ortsvorsteher nach der Hessischen Gemeindeordnung gebildet.

## Bevölkerung
Einwohnerstruktur 2011
Nach den Erhebungen des Zensus 2011 lebten am Stichtag dem 9. Mai 2011 in Gerterode 309 Einwohner. Darunter waren 3 (1,0 %) Ausländer. Nach dem Lebensalter waren 72 Einwohner unter 18 Jahren, 126 zwischen 18 und 49, 51 zwischen 50 und 93 und 54 Einwohner waren älter. Die Einwohner lebten in 108 Haushalten. Davon waren 21 Singlehaushalte, 27 Paare ohne Kinder und 51 Paare mit Kindern, sowie 9 Alleinerziehende und keine Wohngemeinschaften. In 18 Haushalten lebten ausschließlich Senioren und in 42 Haushaltungen lebten keine Senioren.
Einwohnerentwicklung
| Gerterode: Einwohnerzahlen von 1834 bis 2011 | Gerterode: Einwohnerzahlen von 1834 bis 2011 | Gerterode: Einwohnerzahlen von 1834 bis 2011 | Gerterode: Einwohnerzahlen von 1834 bis 2011 | Gerterode: Einwohnerzahlen von 1834 bis 2011 |
| --- | -------------------------------------------- | -------------------------------------------- | -------------------------------------------- | -------------------------------------------- |
| Jahr |                                              |                                              |                                              | Einwohner                                    |
| 1834 | 1834                                         |                                              | 322                                          | 322                                          |
| 1840 | 1840                                         |                                              | 356                                          | 356                                          |
| 1846 | 1846                                         |                                              | 355                                          | 355                                          |
| 1852 | 1852                                         |                                              | 377                                          | 377                                          |
| 1858 | 1858                                         |                                              | 345                                          | 345                                          |
| 1864 | 1864                                         |                                              | 349                                          | 349                                          |
| 1871 | 1871                                         |                                              | 319                                          | 319                                          |
| 1875 | 1875                                         |                                              | 298                                          | 298                                          |
| 1885 | 1885                                         |                                              | 297                                          | 297                                          |
| 1895 | 1895                                         |                                              | 252                                          | 252                                          |
| 1905 | 1905                                         |                                              | 241                                          | 241                                          |
| 1910 | 1910                                         |                                              | 261                                          | 261                                          |
| 1925 | 1925                                         |                                              | 253                                          | 253                                          |
| 1939 | 1939                                         |                                              | 257                                          | 257                                          |
| 1946 | 1946                                         |                                              | 351                                          | 351                                          |
| 1950 | 1950                                         |                                              | 324                                          | 324                                          |
| 1956 | 1956                                         |                                              | 281                                          | 281                                          |
| 1961 | 1961                                         |                                              | 282                                          | 282                                          |
| 1967 | 1967                                         |                                              | 271                                          | 271                                          |
| 1970 | 1970                                         |                                              | 275                                          | 275                                          |
| 1980 | 1980                                         |                                              | ?                                            | ?                                            |
| 1990 | 1990                                         |                                              | ?                                            | ?                                            |
| 2000 | 2000                                         |                                              | ?                                            | ?                                            |
| 2011 | 2011                                         |                                              | 309                                          | 309                                          |
| Datenquelle: Historisches Gemeindeverzeichnis für Hessen: Die Bevölkerung der Gemeinden 1834 bis 1967. Wiesbaden: Hessisches Statistisches Landesamt, 1968. Weitere Quellen: LAGIS; Zensus 2011 |                                              |                                              |                                              |                                              |

Historische Religionszugehörigkeit
| • 1885: | 291 evangelische (= 100 %)                                        |
| • 1961: | 261 evangelische (= 92,55 %), 20 katholische (= 7,09 %) Einwohner |

## Politik
Für Gerterode besteht ein Ortsbezirk (Gebiete der ehemaligen Gemeinde Gerterode) mit Ortsbeirat und Ortsvorsteher nach der Hessischen Gemeindeordnung.
Der Ortsbeirat besteht aus fünf Mitgliedern. Seit den Kommunalwahlen in Hessen 2021 ist der Ortsvorsteher Rudolf Röhling.

## Infrastruktur
Im Ort gibt es ein Dorfgemeinschaftshaus und einen zweigruppigen Kindergarten. Den öffentlichen Personennahverkehr stellt die ÜWAG Bus GmbH mit der Linie 320 sicher.